# Paha-Törmänen
Paha-Törmänen eller Törmäsenlampi är en sjö i Finland. Den ligger i kommunen Siikalatva i landskapet Norra Österbotten, i den centrala delen av landet, 500 km norr om huvudstaden Helsingfors. Paha-Törmänen ligger 142 meter över havet. Arean är 8,9 hektar och strandlinjen är 1,18 kilometer lång. Sjön  ingår i Siikajokis huvudavrinningsområde.   I omgivningarna runt Paha-Törmänen växer i huvudsak blandskog.